# Louis Heathcote
Louis Heathcote (* 3. Juli 1997 in Leicester) ist ein englischer Snookerspieler. Durch den Sieg bei der Q School wurde er 2019 Profispieler auf der World Snooker Tour.

## Karriere

### Amateurzeit
Der in Leicester geborene Heathcote trat erstmals in Erscheinung, als er 2012 an den Qualifikationsspielen zweier Events der Players Tour Championship teilnahm. 2014 spielte er erstmals in der Q School, um sich für die Profitour zu qualifizieren, konnte jedoch wie schon bei den PTC-Events 2012 in zwei Turnieren nur ein Spiel gewinnen. Im selben Jahr nahm er auch an der Qualifikation für die Ruhr Open 2014 teil, verlor jedoch auch da sein Auftaktspiel. Ein Jahr später gelang ihm der erste größere Erfolg, als er bei der U21-Europameisterschaft unter anderem Lukas Kleckers, Brian Cini und Chris Totten besiegte und erst im Finale an Darryl Hill scheiterte.
Nachdem er ebenfalls 2015 erneut an der Q School teilgenommen hatte und bei der U21-Amateurweltmeisterschaft die Runde der letzten 32 erreicht hatte, nahm er größtenteils erfolglos an mehreren Qualifikationen für PTC-Events teil. Des Weiteren erreichte er auch bei der U21-Europameisterschaft die Runde der letzten 32 und verlor dort gegen Alexander Ursenbacher. Außerdem erreichte er die Runde der letzten 32 der U21-Amateurweltmeisterschaft.
2016 erreichte er beim ersten Event der Q School das Viertelfinale seiner Gruppe und verlor dort gegen Cao Yupeng, ehe er über die gesamte Saison hinweg an zahlreichen Profiturnieren teilnahm, jedoch stets seine Auftaktspiele verlor. Nachdem er 2017 erfolglos erneut an der Q School teilgenommen hatte, konnte er sich bei den Pro/Am-Events Paul Hunter Classic und Gibraltar Open für die Hauptrunde qualifizieren, jedoch verlor er dort gegen Joe Swail und Yu Delu.
Im Jahr 2018 erreichte er bei der English Amateur Championship die dritte Runde, bevor er an den drei Q-School-Events teilnahm und dort als bestes Ergebnis eine Teilnahme am Gruppenviertelfinale beim zweiten Event vorweisen konnte. Dadurch qualifizierte er sich für die Challenge Tour 2018/19, wo er zwei Mal das Achtelfinale erreichen konnte. Außerdem erreichte er das Halbfinale des südlichen Ausscheidungswettbewerbes der English Amateur Championship und verlor dort gegen Zak Surety.
Im Jahr 2019 wagte er einen erneuten Anlauf bei der Q School. Während er im ersten Event – nachdem er unter anderem Reanne Evans und Ng On Yee besiegt hatte – im Gruppenviertelfinale noch an Si Jiahui gescheitert war, besiegte er beim zweiten Event unter anderem Brian Cini, Florian Nüßle und Aditya Mehta und schließlich im Finale mit 4:3, nachdem er schon 0:3 zurückgelegen hatte, Si Jiahui. Dadurch qualifizierte sich Heathcote, der neben den Spielen als Snookeramateur auch Junioren-Europameister im 8-Ball war, für die Spielzeiten 2019/20 und 2020/21 der Snooker Main Tour.

### Profizeit
Heathcotes Profizeit begann mit dem Riga Masters 2019, wo er sich prompt mit einem Sieg über den ehemaligen Turniersieger Ryan Day für die Hauptrunde qualifizierte, in der er aber sein Spiel kampflos aufgeben musste. Wegen des Ausfalls eines Fluges vom London Luton Airport nach Riga wenige Stunden vor Turnierbeginn war Heathcote jedoch nur einer von vielen Spielern, die zu ihrem Spiel nicht antreten konnten. Im Laufe der Saison konnte Heathcote die zur ersten Hauptrunde in Riga äquivalente Runde der letzten 64 erreichen; sein bestes Ergebnis war die Runde der letzten 32 bei den English Open. Zum Saisonende verpasste er eine solche Runde knapp, als er in der Qualifikation für die Snookerweltmeisterschaft bereits den Weltranglisten-18. Ali Carter besiegt hatte, dann aber in der finalen Qualifikationsrunde gegen Alan McManus verlor. Hätte er das Spiel gewonnen, wäre er in die erste Hauptrunde der Snookerweltmeisterschaft mit 32 Teilnehmern im Crucible Theatre eingezogen. Zum Saisonende wurde Heathcote auf Platz 82 der Snookerweltrangliste 2019/20 geführt. In seinem zweiten Jahr gelangen ihm in den ersten 6 Turnieren nur 2 Siege. Die Wende kam mit der WST Pro Series. Er gewann 5 seiner 7 Gruppenspiele, und weil er diesmal den direkten Vergleich mit McManus gewonnen hatte, zog er in die zweite Turnierphase mit den besten 32 ein. Beim German Masters kam er anschließend ebenfalls unter die letzten 32 und bei einem weiteren Sonderformat, dem Shoot-out mit zeitlich begrenzten 1-Frame-Spielen schaffte er es sogar bis ins Viertelfinale. Weil er aber die nächsten beiden Auftaktspiele verlor, fehlten ihm wichtige Punkte, um noch unter die Top 64 der Weltrangliste zu kommen und somit den automatischen Tourverbleib zu sichern. Nach der knappen 5:6-Niederlage in der zweiten Runde der abschließenden Weltmeisterschaft beendete er die Saison auf Platz 66. Die Saisonhöhepunkte genügten aber für einen Platz unter den Top 8 der Einjahresrangliste der nicht qualifizierten Spieler. Dadurch bekam er erneut die Startberechtigung für zwei weitere Profitourjahre.
In der Saison 2021/22 standen neben vielen frühen Niederlagen Teilnahmen an der Runde der letzten 32 der Northern Ireland Open und der Gibraltar Open heraus. Schließlich übertraf er in der nächsten Saison dieses Ergebnis noch mit einer Achtelfinalteilnahme beim German Masters, beendete aber angesichts vieler weiterer früher Niederlagen die Saison trotzdem nur auf Platz 77. Diesmal rettete er sich über den Gruppensieg im zweiten Q-School-Event des Jahres in zwei weitere Profijahre.

## Erfolge
Profiturniere
- Viertelfinale: Snooker Shoot-Out (2021)
- Achtelfinale: German Masters (2023)
- Runde der Letzten 32: English Open (2019), German Masters (2021), WST Pro Series (2021), Gibraltar Open (2022)

Finale
| Ausgang         | Jahr   | Turnier                                  | Finalgegner | Ergebnis |
| --------------- | ------ | ---------------------------------------- | ----------- | -------- |
| Amateurturniere |        |                                          |             |          |
| Zweiter         | 2015   | EBSA-Junioren-Snookereuropameisterschaft | Darryl Hill | 3:6      |
| Sieger          | 2019/2 | Q School                                 | Si Jiahui   | 4:3      |
| Sieger          | 2023/2 | Q School                                 | Ryan Davies | 4:3      |